# George Salmon
George Salmon (25 september 1819 - 22 januari 1904) was een Iers wiskundige en theoloog.

## Biografie
Salmon studeerde wiskunde in het Trinity College aan de Universiteit van Dublin, waar hij in 1841 tot 'fellow' werd gekozen. Hij publiceerde werken op het gebied van de algebraïsche meetkunde, die in de tweede helft van de negentiende eeuw breed gelezen werden, al dan niet in samenwerking met zijn goede vrienden Arthur Cayley en James Joseph Sylvester. Naast de wiskunde hield hij zich bezig met theologie en in 1845 werd hij bij de Church of Ireland tot priester gewijd. Hij gaf verscheidene bundels preken uit en werd in 1866 benoemd tot professor in de theologie aan de Universiteit van Dublin.
In 1863 werd Salmon toegelaten tot de Royal Society, de Britse academie van wetenschappen. Dit genootschap verleende hem in 1868 de Royal Medal voor werk op het gebied van de analytische meetkunde. In 1873 werd Salmon benoemd tot corresponderend lid van de Pruisische Academie van Wetenschappen. In 1889 werd hem de Copley Medal toegekend, de meest prestigieuze wetenschapsprijs van de Royal Society, voor zijn werk in de wiskunde.
In 1888 werd Salmon benoemd tot Provost (hoofd) van het Trinity College, een functie die hij tot aan zijn dood bezette. Salmon was een uitgesproken conservatief, die zich als hoofd onder meer lange tijd verzette tegen het toelaten van vrouwen aan het Trinity College.
Salmon bleef zijn hele werkzame leven verbonden aan het Trinity College. In 1844 trouwde hij Frances Anne, dochter van een dominee uit Herefordshire en kreeg met haar zes kinderen. Salmon overleed in 1904 en werd in Dublin begraven.